# آلة حاسبة رسومية

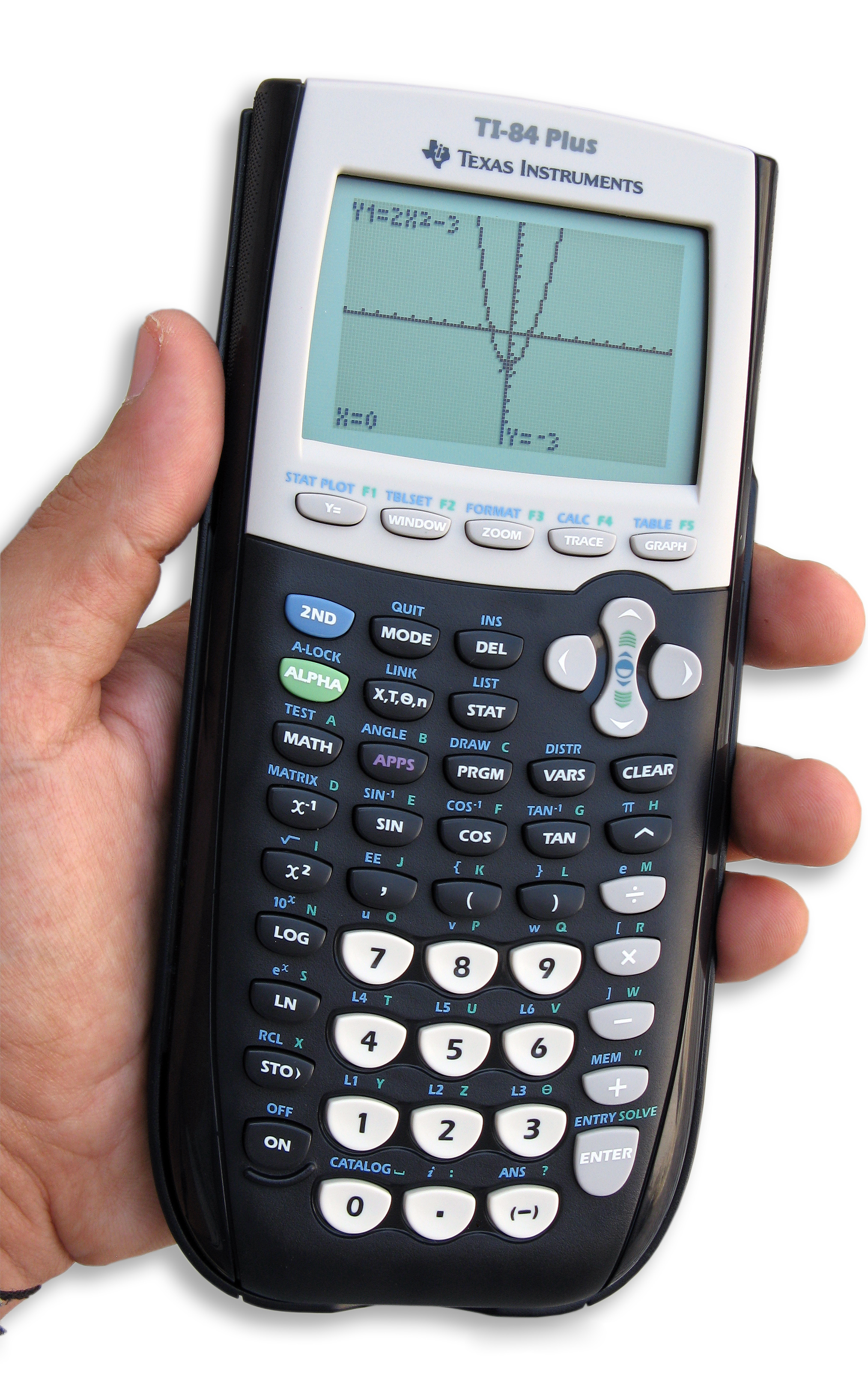
حاسبة تي آي-84 إعتيادية من شركة تكساس إنسترومنتس

الآلة الحاسبة الرسومية (أو الحاسبة الرسومية) هي نوع خاص من الآلات الحاسبة القادرة على رسم الدوال بيانيٍا، وحل المعادلات مترابطة، وحل المسائل الرياضية ذات المتغيرات الصعبة. أغلب الحواسب الرسومية قابلة للبرمجة، مما يساعد على إنشاء برامج خاصة لأغراض تعليمية أو هندسية. الآلات الحاسبة الرسومية تحتوي على شاشات ذات دقة أعلى من الحاسبة العادية مما يساعد على عرض العديد من الأسطر في آنٍ واحد.

## التاريخ

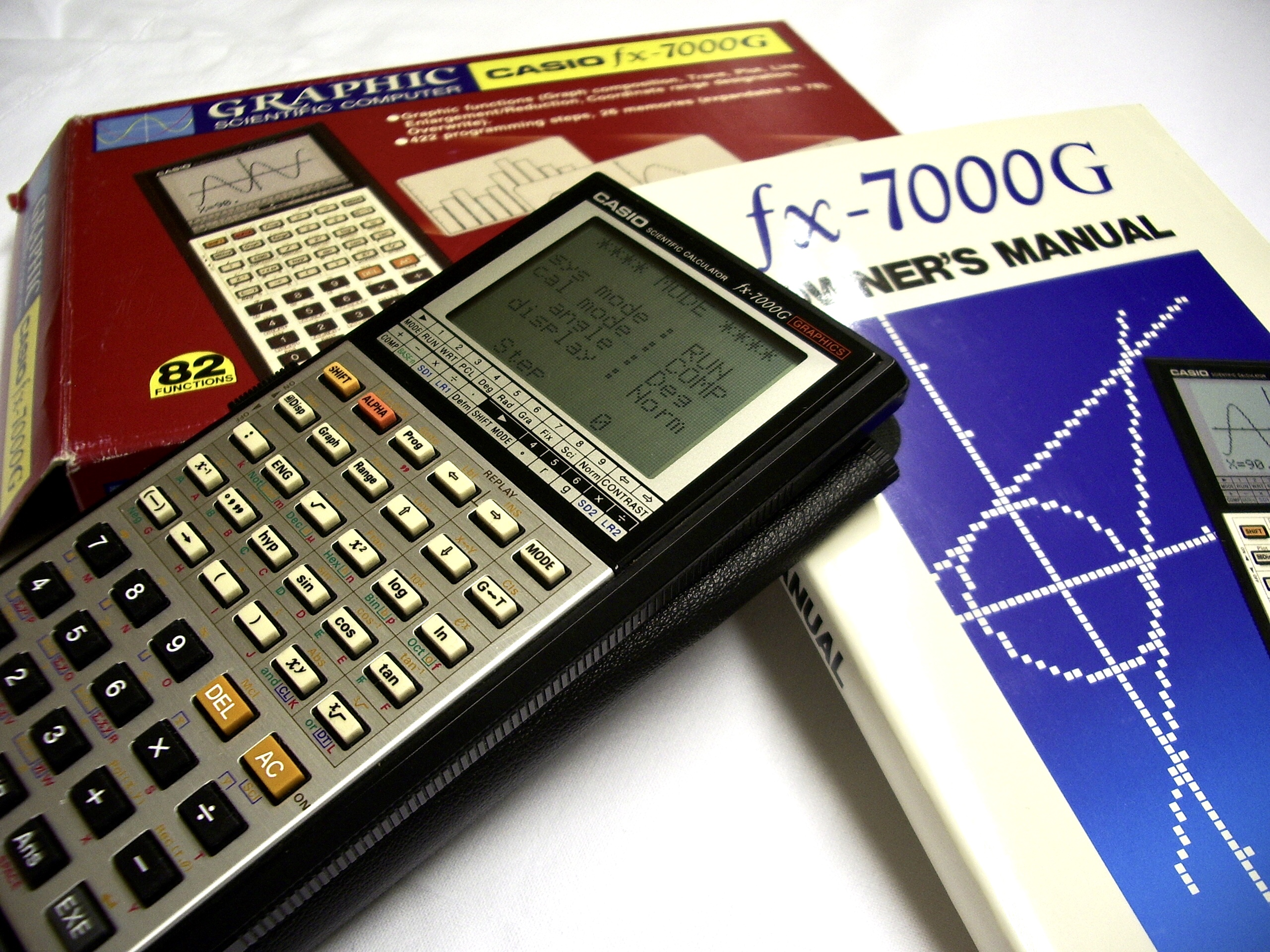
أول آلة رسومية تجارية من قبل كاسيو

في عام 1921، قامت المهندسة الكهربائية إديث كلارك بإنشاء أول حاسبة رسوم لغرض حل بعض المسائل المتعلقة بتوصيل التيار الكهربائي.
في عام 1985 قامت كاسيو ببيع أول حاسبة رسوم تجارية، ثم تلتها شركة شارب في 1986، ومن ثم هيوليت-باكارد المعروفة بإتش بي في 1988، ويليها تكساس إنسترومنتس في 1990 والتي تعد الأكثر شيوعًا.

## المزايا

### نظام الجبر الحاسوبي
لدى بعض الآلات الرسومية نظام جبر حاسوبي من ما يمكنها من إعطاء نتائج دقيقة دون التقريب. تسمى تلك الآلات بآلات جبرية.

### الاستخدام في المختبرات
لدى العديد من الآلات الرسومية الحديثة مقاييس حرارة، ومقاييس للضوء والديسيبل، ومقياس تسارع، والعديد من الحساسات الأخرى من ما يجعل من هذه الأجهزة مفيدة لرصد البيانات.

## أنظر أيضًا
- مساعد رقمي شخصي
- آلة حاسبة علمية